# اوفلیا سنانی
اوفلیا سنانی بازیگر و مجری تلویزیون اهل کشور جمهوری آذربایجان است. وی در فیلم نبرد در کوهستان بازی کرده بود.